# Francesca di Lorena
Francesca di Lorena (novembre 1592 – Parigi, 8 settembre 1669) è stata una nobile francese.

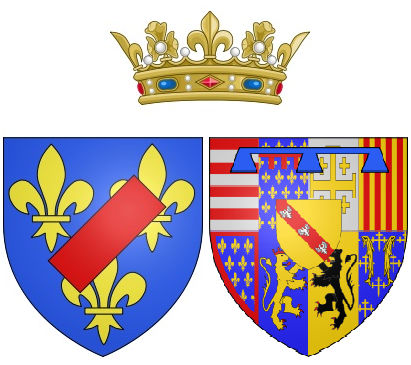
Stemma della duchessa

Era figlia di Filippo Emanuele di Lorena (1558 – 1602) e di Maria di Lussemburgo.  Fu duchessa di Mercœur, baronessa d'Ancenis e duchessa di Penthièvre. Era la nipote della regina di Francia Luisa di Lorena-Vaudémont, vedova di Enrico III.

## Biografia
Per concludere la pace fra il padre, che dirigeva la Lega Santa in Bretagna, ed il re di Francia Enrico IV, andò sposa nel 1609 a Cesare di Borbone-Vendôme (1594 – 1665), figlio legittimato del re.
Francesca di Lorena è conosciuta soprattutto per la sua grande pietà. Ella protesse San Vincenzo de' Paoli e, aiutata da sua figlia, non esitava a pagare di persona per aiutare i poveri di Parigi e delle sue terre. La vita turbolenta del marito la costrinse più di una volta a prendere la via dell'esilio ma ella godette sempre della stima della regina Anna d'Austria.

## Discendenza
Dal matrimonio con Cesare di Borbone, duca di Vendôme nacquero:
1. Luigi di Borbone, futuro 5º duca di Vendôme;
2. Francesco di Borbone, duca di Beaufort, detto il Re delle Halles;
3. Elisabetta di Borbone detta "Mademoiselle de Vendôme" (1614-1664), andata sposa a Carlo Amedeo di Savoia, duca di Nemours.

## Ascendenza
|                                     |                          |                                | Genitori                        |  |  | Nonni |  |  | Bisnonni          |  |  | Trisnonni           |  |
|                                     |                          |                                |                                 |  |  |       |  |  | Antonio di Lorena |  |  | Renato II di Lorena |  |
|                                     |                          |                                |                                 |  |  |       |  |  | Antonio di Lorena |  |  | Renato II di Lorena |  |
|                                     |                          | Filippina di Gheldria          |                                 |  |  |       |  |  | Antonio di Lorena |  |  |                     |  |
| Nicola di Lorena                    |                          |                                |                                 |  |  |       |  |  | Antonio di Lorena |  |  |                     |  |
|                                     |                          | Renata di Borbone-Montpensier  | Gilberto di Borbone-Montpensier |  |  |       |  |  |                   |  |  |                     |  |
|                                     |                          | Renata di Borbone-Montpensier  | Gilberto di Borbone-Montpensier |  |  |       |  |  |                   |  |  |                     |  |
|                                     |                          | Renata di Borbone-Montpensier  | Chiara Gonzaga                  |  |  |       |  |  |                   |  |  |                     |  |
| Filippo Emanuele di Lorena          |                          | Renata di Borbone-Montpensier  |                                 |  |  |       |  |  |                   |  |  |                     |  |
|                                     |                          | Filippo di Savoia-Nemours      | Filippo II di Savoia            |  |  |       |  |  |                   |  |  |                     |  |
|                                     |                          | Filippo di Savoia-Nemours      | Filippo II di Savoia            |  |  |       |  |  |                   |  |  |                     |  |
|                                     |                          | Filippo di Savoia-Nemours      | Claudina di Brosse              |  |  |       |  |  |                   |  |  |                     |  |
| Giovanna di Savoia-Nemours          |                          | Filippo di Savoia-Nemours      |                                 |  |  |       |  |  |                   |  |  |                     |  |
|                                     |                          | Carlotta d'Orléans-Longueville | Luigi I d'Orléans-Longueville   |  |  |       |  |  |                   |  |  |                     |  |
|                                     |                          | Carlotta d'Orléans-Longueville | Luigi I d'Orléans-Longueville   |  |  |       |  |  |                   |  |  |                     |  |
|                                     |                          | Carlotta d'Orléans-Longueville | Giovanna di Hochberg            |  |  |       |  |  |                   |  |  |                     |  |
| Francesca di Lorena                 |                          | Carlotta d'Orléans-Longueville |                                 |  |  |       |  |  |                   |  |  |                     |  |
|                                     | Francesco di Lussemburgo | …                              |                                 |  |  |       |  |  |                   |  |  |                     |  |
|                                     | Francesco di Lussemburgo | …                              |                                 |  |  |       |  |  |                   |  |  |                     |  |
|                                     | Francesco di Lussemburgo | …                              |                                 |  |  |       |  |  |                   |  |  |                     |  |
| Sebastiano di Lussemburgo-Martigues | Francesco di Lussemburgo |                                |                                 |  |  |       |  |  |                   |  |  |                     |  |
|                                     |                          | Charlotte de Brosse            | …                               |  |  |       |  |  |                   |  |  |                     |  |
|                                     |                          | Charlotte de Brosse            | …                               |  |  |       |  |  |                   |  |  |                     |  |
|                                     |                          | Charlotte de Brosse            | …                               |  |  |       |  |  |                   |  |  |                     |  |
| Maria di Lussemburgo                |                          | Charlotte de Brosse            |                                 |  |  |       |  |  |                   |  |  |                     |  |
|                                     |                          | …                              | …                               |  |  |       |  |  |                   |  |  |                     |  |
|                                     |                          | …                              | …                               |  |  |       |  |  |                   |  |  |                     |  |
|                                     |                          | …                              | …                               |  |  |       |  |  |                   |  |  |                     |  |
| Marie de Beaucaire                  |                          | …                              |                                 |  |  |       |  |  |                   |  |  |                     |  |
|                                     |                          | …                              | …                               |  |  |       |  |  |                   |  |  |                     |  |
|                                     |                          | …                              | …                               |  |  |       |  |  |                   |  |  |                     |  |
|                                     |                          | …                              | …                               |  |  |       |  |  |                   |  |  |                     |  |
|                                     |                          | …                              |                                 |  |  |       |  |  |                   |  |  |                     |  |